# Bogdan Sojkin
Bogdan Sojkin (ur. 28 marca 1951 w Poznaniu) – polski ekonomista, profesor nauk ekonomicznych, zatrudniony na stanowisku profesora zwyczajnego Uniwersytetu Ekonomicznego w Poznaniu. Rektor Wyższej Szkoły Handlu i Rachunkowości w Poznaniu w latach 2002–2005. Także piłkarz ręczny, reprezentant Polski, medalista mistrzostw Polski, działacz sportowy, wiceprezes Związku piłki Ręcznej w Polsce (od 2006). Mąż profesor Elżbiety Urbanowskiej-Sojkin.

## Życiorys

### Edukacja i działalność naukowa
Ukończył I Liceum Ogólnokształcące im. Karola Marcinkowskiego w Poznaniu w roku 1969. Następnie w 1974 roku ukończył Wyższą Szkołę Ekonomiczną w Poznaniu.
Dysertację doktorską obronił w 1980 roku, rozprawę habilitacyjną w zakresie ekonomii obronił w 1994 r. Od 2004 profesor nauk ekonomicznych. Tytuł profesora zwyczajnego uzyskał w 2007 roku.
Odbył staże zagraniczne na Uniwersytecie w Bradford w Wielkiej Brytanii w roku 1989 oraz na Ohio State University w USA, a także w ramach Programu USAID w roku 1991, Nottingham Polytechnic, Business School w 1992 roku oraz w Saint Josephs University w Filadelfii w ramach programu USAID w 1993 roku.
W latach 1974–1978 pracował w Ośrodku Przetwarzania Danych oraz w Zakładzie Systemów Informatycznych Akademii Ekonomicznej w Poznaniu. W latach 1978–1999 był zatrudniony w Instytucie Ekonomiki Handlu Wewnętrznego i Usług, Zakładu Ekonomiki Obrotu Rolnego. Od roku 1992 do 1999 pracował w Katedrze Handlu i Marketingu. W listopadzie 1999 został kierownikiem Katedry Marketingu Produktu Akademii Ekonomicznej w Poznaniu.
Był konsultantem licznych projektów badawczych w ramach badań marketingowych dla wielu znanych firm polskich i zagranicznych. Od 2002 roku czynnie uczestniczy w pracach Biura Konsultingowego Akademii Ekonomicznej.
Prowadzi działania naukowo-badawcze w zakresie: zarządzania produktem, badań rynkowych i marketingowych, badań produktu, systemu informacji marketingowej.

### Działalność sportowa
Był zawodnikiem MKS Starówka Poznań (1965-1970), w którego barwach zdobył w 1969 mistrzostwo Polski juniorów. W latach 1970–1974 występował w barwach AZS Poznań, w latach 1974-1984 był graczem Grunwaldu Poznań, z którym w 1979 i 1980 zdobył Puchar Polski, w 1977 brązowy medal mistrzostw Polski. W 1976 wystąpił w sześciu spotkania reprezentacji Polski seniorów.  W 1977 wywalczył z drużyną brązowy medal akademickich mistrzostw świata, w 1981 i 1983 zdobył brązowy medal Mistrzostw Armii Zaprzyjaźnionych.
Od 2006 jest wiceprezesem Związku Piłki Ręcznej w Polsce, w latach 2009-2010 był członkiem National Team Board Europejskiej Federacji Piłki Ręcznej (EHF). Od 2013 jest członkiem Rady Arbitrażowej Międzynarodowej Federacji Piłki Ręcznej (IHF), w 2016 został wiceprzewodniczącym Rady Arbitrażowej EHF. Od 2017 jest członkiem Komisji rewizyjnej Polskiego Komitetu Olimpijskiego.

### Odznaczenia i wyróżnienia
- Srebrny Krzyż Zasługi[5]
- Diamentowa Odznaka z Wieńcem za Zasługi dla Piłki Ręcznej (2016)[1].